# Lirceo
Lirceo o Lircea (en griego antiguo: Λύρκεια) es el nombre de una ciudad griega antigua de Argólide. Distaba 60 estadios de Argos y la misma distancia hasta Orneas. Al principio se llamó Lincea, porque allí llegó Linceo; pero tras residir en ella Lirco, de él tomó el nombre. Según Pausanias, la ciudad ya estaba abandonada en tiempos de la guerra de Troya.
Estrabón, sin embargo, dice que era una aldea y que se hallaba al lado del monte homónimo. Piérart sugiere que pudo ser una polis dependiente.
Su localización es dudosa, puesto que se han sugerido varios emplazamientos diferentes en el valle del Ínaco.